# A. J. Cronin
Archibald Joseph Cronin (Cardross, Escòcia, 19 de juliol de 1896 − Montreux, Suïssa, 6 de gener de 1981) és considerat com un dels principals escriptors escocesos. Algunes de les seves obres són considerades com obres mestre, en particular La Ciutadella i sobretot Les Claus del Regne. Escocès catòlic amb orígens irlandesos i una mare protestant, orfe de pare als set anys, alumne brillant, es fa en principi metge dels pobres, després amb una brillant clientela. El seu itinerari i els seus orígens inspiren molts dels seus personatges novel·lescos.

## Biografia

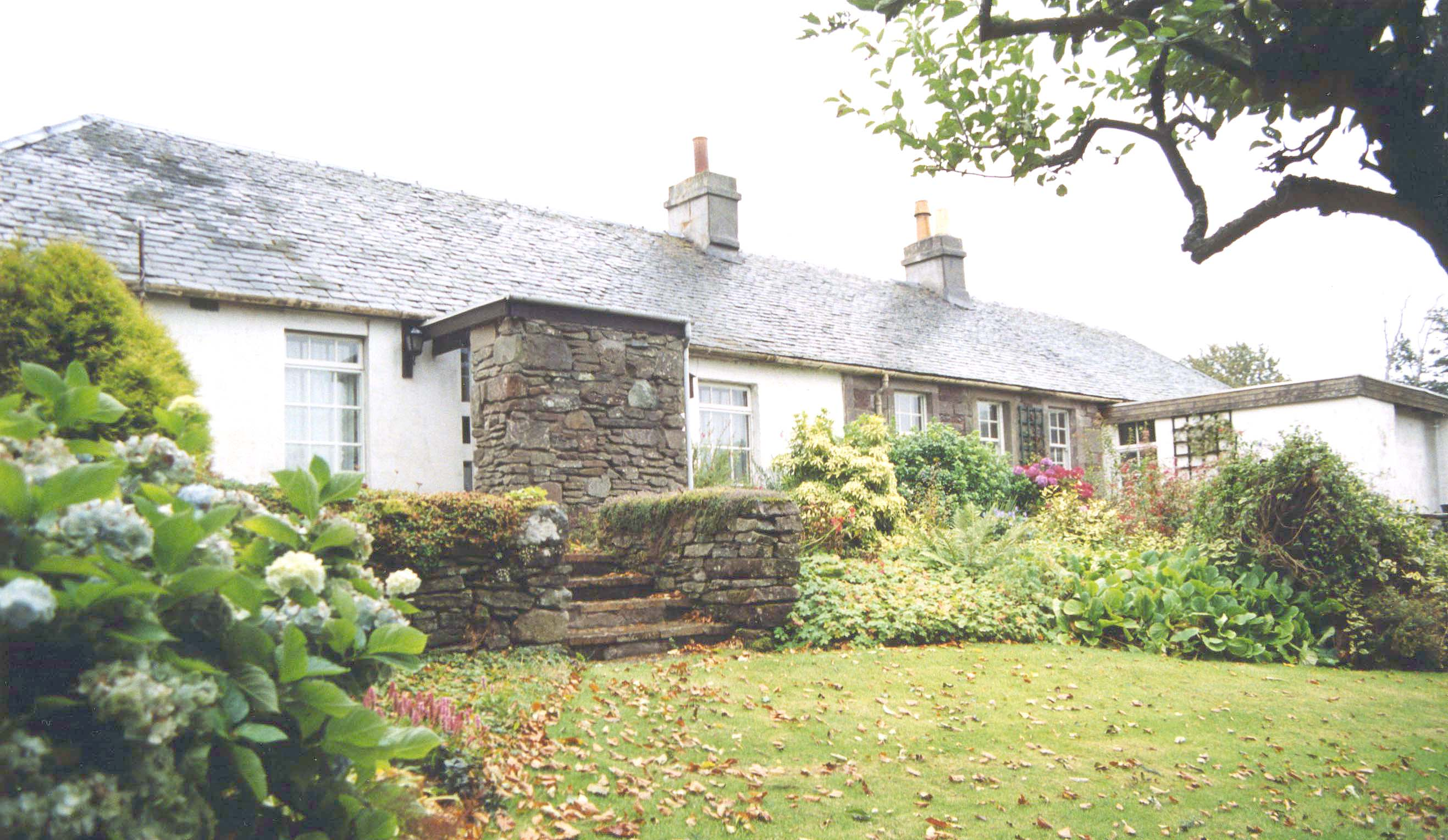
Casa natal de Cronin

A.J. Cronin va néixer a la casa Rosebank Cottage a Cardross, al Dunbartonshire (avui al Consell d'Argyll and Bute) a Escòcia. Era fill de Patrick Cronin, agent d'assegurances i representant de comerç, catòlic d'origen irlandès, i de Jessie Montgomerie, protestant, filla d'un barretaire.

Archibald té set anys quan el pare mor de tuberculosi. Es trasllada llavors amb la seva mare amb els seus avis materns a Dumbarton. La seva mare és la primera dona inspectora de salut a Escòcia. És un alumne precoç, s'emporta nombrosos premis i destaca també en atletisme i en futbol. Es fa metge dels pobres en una regió industrial de Gal·les, després inspector de mines el 1924. Després de la seva tesi sobre les aneurismes (1924), s'instal·la a Londres amb una brillant clientela.

Un descans forçat li dona llavors l'ocasió d'escriure el 1931 la seva primera novel·la: El Barretaire i el seu castell. Publica a continuació una vintena de novel·les. Escriu principalment novel·les tràgiques; moltes són adaptades al cinema. Se'l podria associar a altres metges escriptors d'èxit de la mateixa època com Frank Gill Slaughter, Lloyd C. Douglas o André Soubiran.

Un dels seus fills, Vincent Cronin, és igualment escriptor.

## Obres

### Novel·les
(Per ordre de publicació original)
- Hatter's Castle, 1931. Adaptat al cinema per Lance Comfort el 1941.
- Three Loves, 1932
- Gran Canary, 1933. Adaptat al cinema per Irving Cummings el 1934.
- The Stars Look Down, 1935. Adaptat al cinema per Carol Reed el 1939.
- The Citadel, 1937. Adaptat al cinema per King Vidor el 1938.
- Lady with Carnacions, 1945.
- Vigil in the Night, 1939. Adaptat al cinema per George Stevens el 1940.
- The Valorous Years, 1940.
- Les Claus del regne (The Keys of the Kingdom, 1941). Adaptat al cinema per John M. Stahl el 1944.
- The Green Years, 1944. Adaptat al cinema per Victor Saville el 1946.
- Shannon's Way, 1948.
- The Spanish Gardener, 1950. Adaptat al cinema per Philip Leacock el 1956.
- The Sisters, 1952.
- Beyond This Place, 1953. Novel·la adaptada al cinema per Jack Cardiff el 1959.
- Crusader's Tomb; A Thing of Beauty,1956.
- The Northern Light, 1958.
- The Native Doctor, 1959.
- The Judas Tree, 1961.
- A Song of Sixpence, 1964.
- A Pocketful Of Rye, 1969.
- Gracie Lindsay, 1973.
- The Minstrel Boy, 1975.
- Enchanted Snow, 1971.

### Altres obres
- Kaleidoscope in 'K', 1933
- Les Aventures d'un maletí negre (Adventures of a Black Bag), 1943.
- Adventures in Two Worlds, 1952. Autobiografia.
- Further Adventures of a Black Bag (1964).
- Jupiter Laughs (1940): Obra en 3 actes. Adaptada al cinema per Irving Rapper el 1941, i per O W Fischer el 1955.